# 6576 Київтех
6576 Київтех (6576 Kievtech) — астероїд головного поясу, відкритий 5 вересня 1978 року.
Тіссеранів параметр щодо Юпітера — 3,191.